# Hahoe
Hahoe es una aldea tradicional coreana de la dinastía Chosŏn. Es una parte valiosa de la cultura coreana ya que conserva la architectura del periodo Chosŏn, tradiciones populares y libros valiosos.
La aldea se encuentra en Andong, provincia de Gyeongsang del Norte, Corea del Sur. Se asienta a orillas del río Hwachon, afluente del Nakdong. Está organizada según los principios geománticos de pungsu y por ello tiene forma de flor de loto. 
La Unesco la declaró, junto con Yangdong, Patrimonio de la Humanidad en 2010.